# 61 Aquarii
61 Aquarii, som är stjärnans Flamsteed-beteckning, är en ensam stjärna belägen i den södra delen av stjärnbilden Vattumannen. Den har en skenbar magnitud på 6,39 och är mycket svagt synlig för blotta ögat där ljusföroreningar ej förekommer. Baserat på parallaxmätning inom Hipparcosuppdraget på ca 6,5 mas, beräknas den befinna sig på ett avstånd på ca 500 ljusår (ca 153 parsek) från solen. Den rör sig närmare solen med en heliocentrisk radialhastighet på ca -8 km/s.

## Egenskaper
61 Aquarii är en orange till gul jättestjärna av spektralklass K4 III. Den har en massa som är drygt hälften av solens massa, en radie som är ca 12 gånger större än solens och utsänder från dess fotosfär ca 127 gånger mera energi än solen vid en effektiv temperatur av ca 4 400 K.